# Fyra
Fyra（發音為[fiːraː]）是由荷兰高速联盟（High Speed Alliance，简称HSA，由荷兰铁路及荷兰皇家航空合组）开办一个列车服务品牌，主要在荷兰高速铁路南线运营。这条线路上同时还经营有法国Thalys开办的列车服务。该品牌原最初应使用新造的安萨尔多百瑞达V250型电力动车组担当客运任务，但它们最终并未成行。自2009年9月起，Fyra指定使用机辆模式的列车在荷兰本土的阿姆斯特丹、史基浦机场、鹿特丹及布雷达之间运行。
除了本土的线路外，自2012年12月9日起，Fyra还与比利时国家铁路共同利用V250型电力动车组开办了荷兰至比利时之间的高速列车服务。它经由史基浦－安特卫普高速铁路（荷兰境内为高速铁路南线，比利时境内为4号高速铁路）运行，途经阿姆斯特丹、鹿特丹、安特卫普及布鲁塞尔等城市。由于所使用列车持续存在的问题，这项服务已于2013年1月18日起停办。其後這一批列車經原廠改裝後，於2017年8月被出售至意大利國鐵，並於2019年6月在意大利以銀箭特快列車的名義投入服務。

## 名称
Fyra是一个合成词，它与法国高速列车的名称Thalys一样由相同的命名机构进行设计。选择该名称是因为它较短，并且在国际上易于发音。它由“自豪”及“自信”的荷兰语、弗拉芒语和法语单词衍生而来（自信，自豪）。此外，Fyra在瑞典语中亦为“四”之意，这应当与列车途经的四座主要城市（阿姆斯特丹、鹿特丹、安特卫普及布鲁塞尔）相关联。
至2013年12月的运行图调整中，Fyra的名称由于当时的负面形象而被弃用，其本土服务则以Intercity Direct的名义在市场上销售
。

## 网络
Fyra网络的核心是从史基浦机场至安特卫普的高速铁路。阿姆斯特丹中央车站通过一条既有线与史基浦机场相连，成为北端的终点。在高速铁路线上则于史基浦机场、鹿特丹和安特卫普设有车站。从安特卫普则可沿25号铁路继续前往布鲁塞尔南站。
尽管高速铁路不从海牙经过，但Fyra当地车站仍设有海牙－鹿特丹－布雷达－安特卫普－布鲁塞尔南站的列车服务。布雷达车站也不在该线旁，但紧邻其附近，因此该城市也有Fyra所提供的列车服务。在阿姆斯特丹至布鲁塞尔间运行的直达列车则不在布雷达经停。
随着原本应在最初使用的安萨尔多百瑞达V250型电力动车组投入运营，以及自2013年起开始淘汰，Fyra规划运行的网络有以下线路：
- 阿姆斯特丹－史基浦－鹿特丹（半小时1班）
- 阿姆斯特丹－史基浦－鹿特丹－布雷达（半小时1班）
- 阿姆斯特丹－史基浦－鹿特丹－安特卫普－布鲁塞尔南站（每小时1班）
- 海牙－鹿特丹－布雷达－布雷赫特－安特卫普－梅赫伦－布鲁塞尔中央站－布鲁塞尔南站（两小时1班）